# Poison (minialbum Secret)
Poison – trzeci koreański minialbum południowokoreańskiej grupy Secret, wydany 13 września 2012 roku w Korei Południowej. Osiągnął 3 pozycję na liście Gaon Chart i sprzedał się w nakładzie 10 886 egzemplarzy.

## Lista utworów
| Nr | Tytuł             | Słowa                                                       | Muzyka                                                | Czas |
| -- | ----------------- | ----------------------------------------------------------- | ----------------------------------------------------- | ---- |
| 1. | "Telepathy"       | Kang Ji-won, Kim Ki-bum                                     | Kang Ji-won, Kim Ki-bum                               | 3:43 |
| 2. | "Poison"          | Kang Ji-won, Kim Ki-bum                                     | Kang Ji-won, Kim Ki-bum                               | 3:25 |
| 3. | "Falling in Love" | Park Soo-seok, Hana                                         | Park Soo-seok                                         | 4:18 |
| 4. | "Calling U"       | Jeon Da-woon, MARCO, Hana                                   | Jeon Da-woon, MARCO                                   | 3:34 |
| 5. | "1, 2, 3"         | Hana, 2Story (Brandon Fraley, Jamelle Fraley), Javier Solis | 2Story (Brandon Fraley, Jamelle Fraley), Javier Solis | 3:02 |

## Notowania
| Lista                     | Pozycja |
| ------------------------- | ------- |
| Gaon Weekly Albums Chart  | 3       |
| Gaon Monthly Albums Chart | 10      |

## Twórcy i personel
Opracowano na podstawie wkładki muzycznej płyty CD:
- Kim Tae-sung – producent wykonawczy, współproducent
- Song Ji-eun – wokal
- Han Sun-hwa – wokal
- Jeon Hyo-sung – wokal
- Jung Ha-na – wokal, rap, słowa utworów
- Kang Ji-won – słowa utworów, aranżacja, kompozycja
- Park Soo-seok – słowa utworów, aranżacja, kompozycja
- Jeon Da-woon  – słowa utworów, aranżacja, kompozycja
- MARCO – słowa utworów, aranżacja, kompozycja
- Brandon Fraley – słowa utworów, aranżacja, kompozycja
- Jamelle Fraley – słowa utworów, aranżacja, kompozycja
- Javier Solis – słowa utworów, kompozycja
- Kim Ki-bum – słowa utworów, kompozycja